# Benoît Peschier
Benoît Peschier (Guilherand-Granges, 21 maggio 1980) è un canoista francese, specializzato nello slalom K1.
Figlio dell'ex canoista degli anni 60 Claude Peschier, campione del mondo nel 1969 a Bourg-Saint-Maurice, dopo aver vinto la Coppa del Mondo nel 2001, ha avuto l'occasione di imitare il padre gareggiando ai mondiali del 2002, svoltisi nello stesso luogo che 33 anni prima avevano visto trionfare il padre, ma deluse le aspettative e fu battuto da Fabien Lefèvre.
Dopo un 2003 senza risultati comincia ad allenarsi insieme al suo rivale e l'anno successivo si aggiudica il titolo olimpico. Ai mondiali del 2005 si classifica singolo nella gara individuale e primo in quella per squadre insieme a Julien Billaut e al solito Lefévre. Il 2006 e il 2007 sono due anni sfortunati e prende una decisione radicale scegliendo di diventare allenatore, ma nel 2008 decide di ritornare in qualità di riserva della squadra olimpica per i giochi di Pechino.

## Palmarès
- Olimpiadi

Atene 2004: oro nello slalom K-1.
- Mondiali di slalom

2002 - Bourg-Saint-Maurice: bronzo nel K-1 a squadre.
2005 - Penrith: oro nel K-1 a squadre